# Magatama

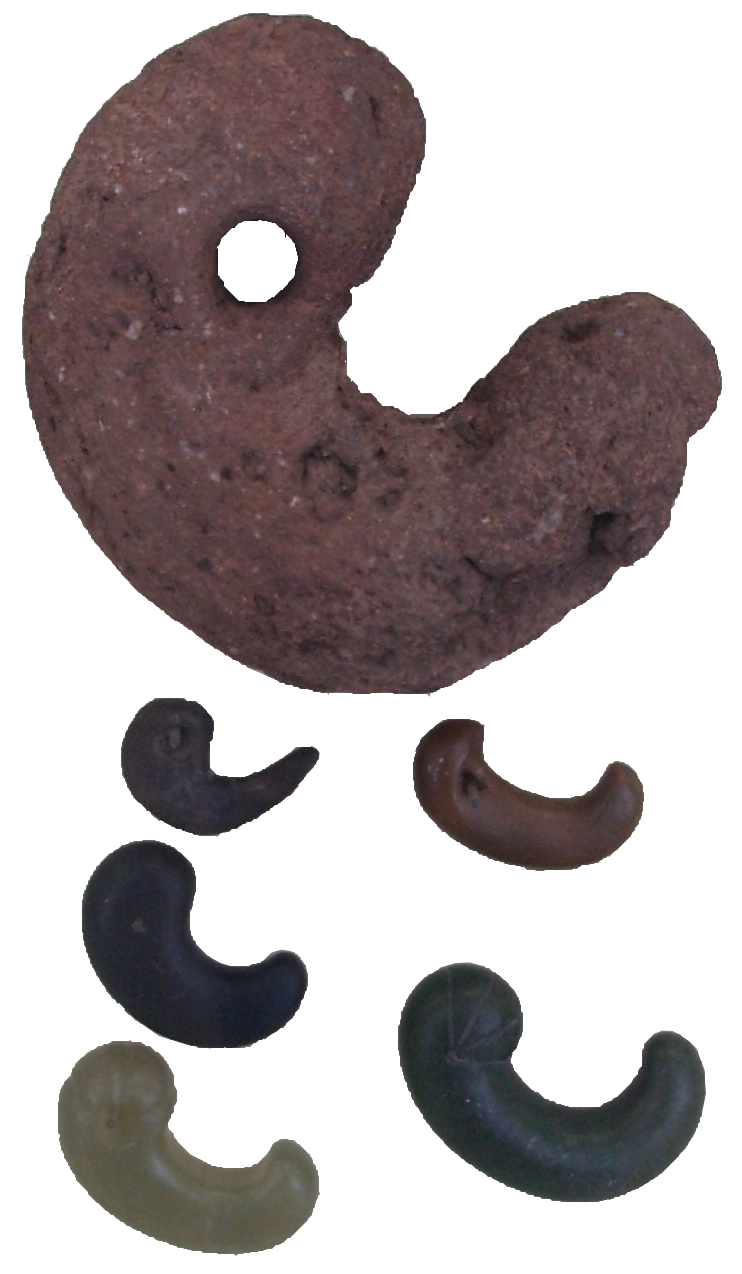
Magatama esposti ad Edimburgo

I Magatama (勾玉? meno frequente 曲玉?) sono perle curve di vari materiali (giada, agata, quarzo, talco o diaspro) apparsi per la prima volta in Giappone tra la fine del periodo Jōmon ed il periodo Kofun, approssimativamente tra il 1000 a.C. e il sesto secolo d.C.  
Le perle, descritte anche come "gioielli", erano realizzate in pietra ed altri minerali, anche se alla fine del periodo Kofun erano quasi esclusivamente in giada.  
I magatama erano originariamente utilizzate esclusivamente come gioiello decorativo, tuttavia alla fine del periodo Kofun prese la funzione di oggetto cerimoniale e religioso.                                                                                                                                         Le prove archeologiche suggeriscono che i magatama furono prodotti in specifiche aree del Giappone e successivamente dispersi su tutto l'arcipelago giapponese attraverso rotte commerciali. 

## Periodo Jōmon
I magatama apparvero per la prima volta in Giappone verso la fine del periodo Jōmon, tra il 1000 a.C. ed il 300 a.C., dove erano realizzati in materiali relativamente semplici come argilla, talco, ardesia, quarzo, gneiss, giadeite e serpentinite. I gioielli di questo periodo erano disomogenei nella forma da regione e regione, vengono quindi definiti "magatama dell'età della pietra".  Potrebbe probabilmente esistere una "rete di scambio centrale"  in cui i metagama venivano venduti in regioni meno ricche di materiali per la loro produzione. Esempi di giada e talco sono stati rinvenuti in villaggi situati nell'attuale Itogawa, Niigata, lungo la costa settentrionale, tra le montagne centrali e la regione di Kantō.

### Siti archeologici (Jōmon)
- Esempi di magatama risalenti al periodo Jōmon sono stati scoperti in gran numero nel sito di Kamegaka a Tsugaru, prefettura di Aomori.  La grande quantità di ritrovamenti in quest'area fanno pensare che fosse un insediamento dall'alto status sociale.
- Altri siti associati a Kamegaka in cui sono stati scoperti magatama sono il tumulo a conchiglia Ōboriya, situato nell'angolo nord-ovest della baia di Ōfunato, così come il sito di Karekawa, vicino a Hachinohe, prefettura di Aomori.
- Magatama di pietra ed argilla sono stati scoperti anche nel sito di Amataki, Ninohe, prefettura di Iwate, nel sito di Osagata, prefettura di Ibaraki e nel sito di Kou, Fujiidera, prefettura di Osaka.
- Nel sito di Ōishi, Bungo-ōno, prefettura di Ōita, mostrano segni di utilizzo in contesti cerimoniali piuttosto che decorativi.
- Il sito di Sannai-Maruyama, Aomori, prefettura di Aomori, ha portato alla luce 3 grosse perle di giada da 5,5 cm x 6,5 cm.